# Ciernikowate

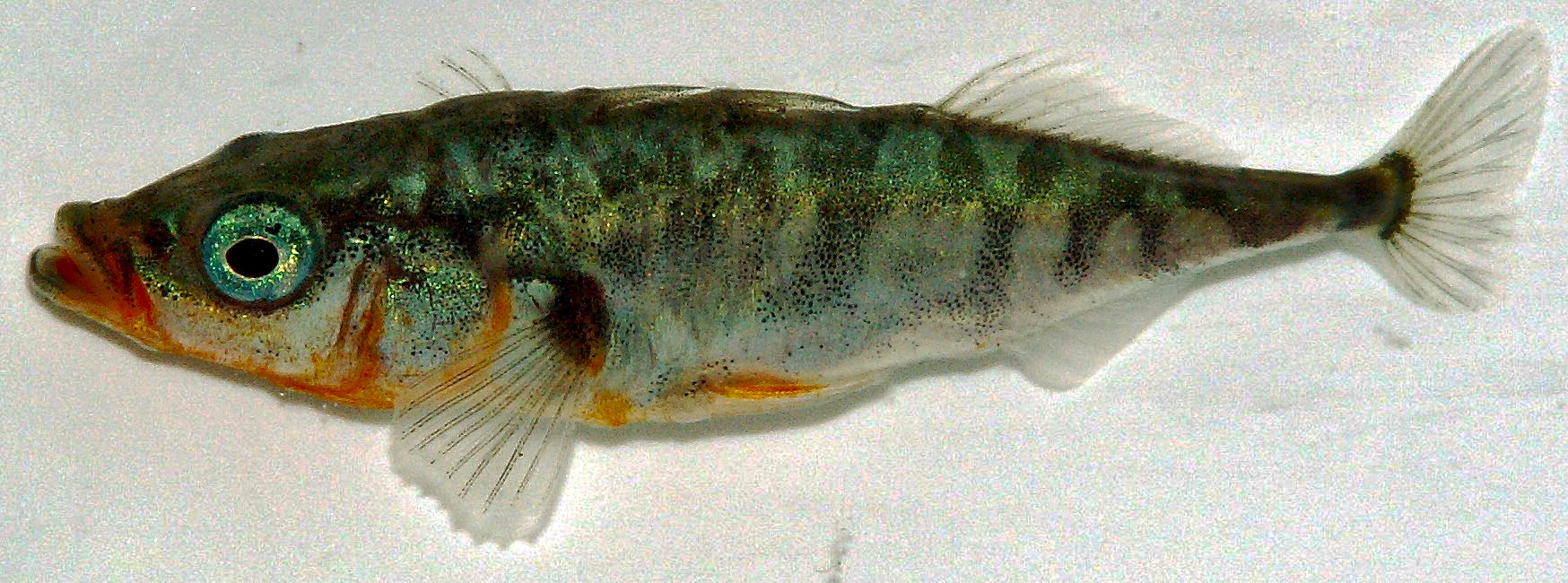
Ciernik (Gasterosteus aculeatus)

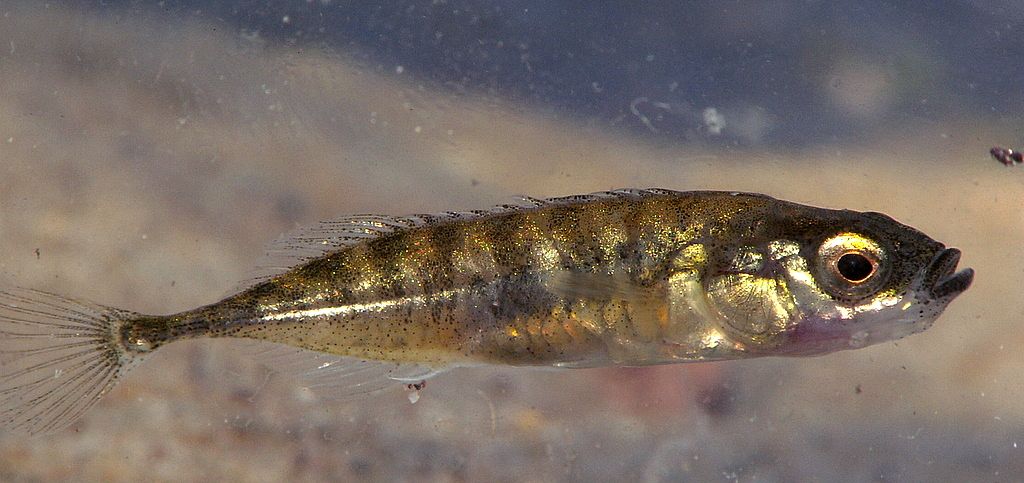
Cierniczek (Pungitius pungitius)

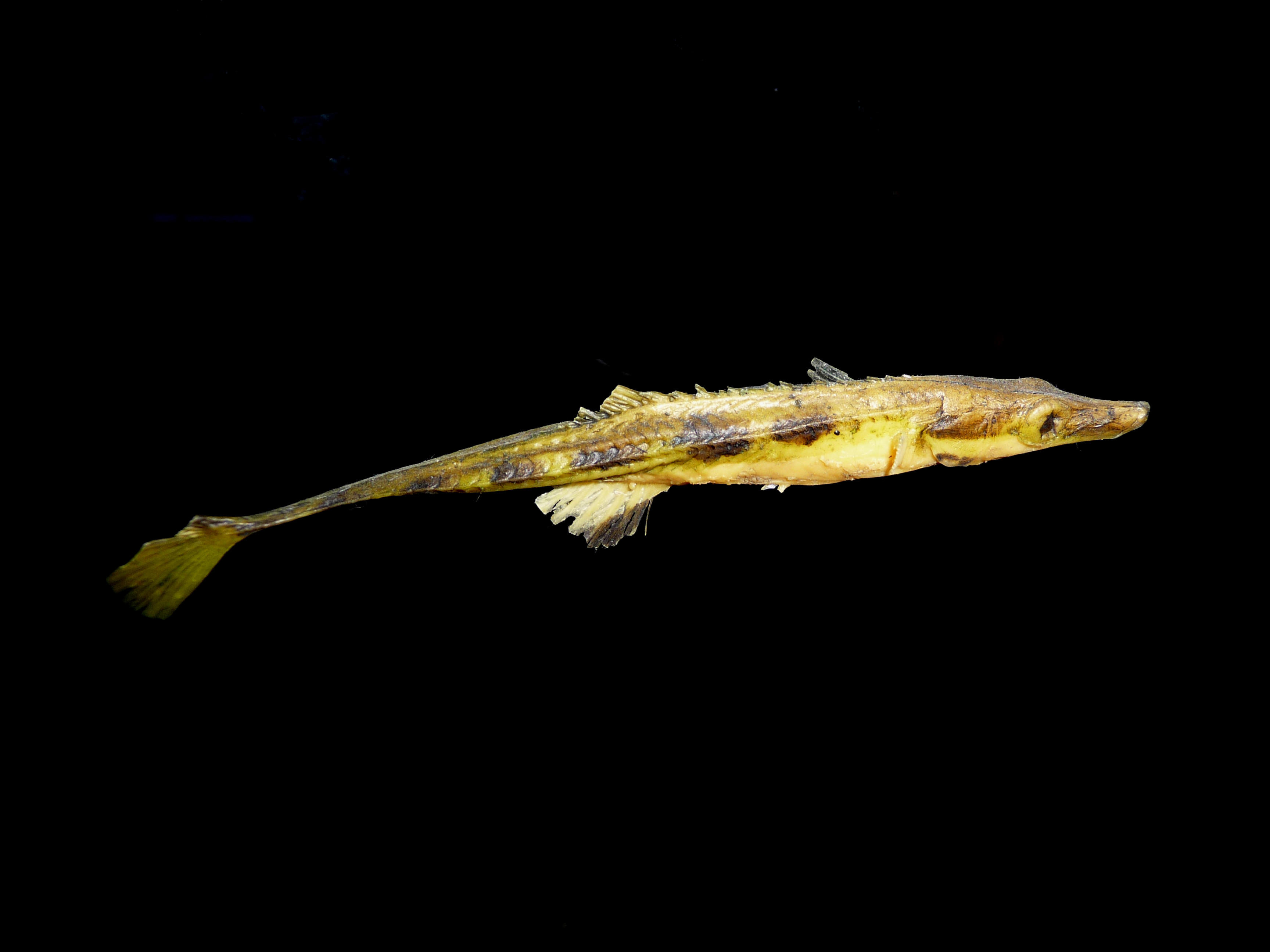
Pocierniec (Spinachia spinachia)

Ciernikowate (Gasterosteidae) – rodzina ryb z rzędu ciernikokształtnych (Gasterosteiformes). Obejmuje 5 rodzajów z około 14 gatunkami. Liczba gatunków nie jest pewna z powodu dużej różnorodności form, zwłaszcza w grupach gatunków (species complex) (Gasterosteus aculeatus) i (Pungitius pungitius). Ciernikowate występują w słodkich, słonych i słonawych wodach półkuli północnej. Nie mają znaczenia gospodarczego, są natomiast często wykorzystywane w badaniach naukowych – ewolucyjnych, genetycznych, etologicznych i fizjologicznych.
Ciało nagie albo pokryte kostnymi płytkami wrzecionowatego kształtu. Otwór gębowy mały. Przed płetwą grzbietową znajduje się od 3 do 16 ostrych, sterczących kolców. Długość ciała większości gatunków nie przekracza 8 cm, a jedynie pocierniec osiąga do 22 cm. W czasie tarła samiec buduje misterne gniazdo z fragmentów roślin sklejonych wydzieliną z nerek, zapędza do niego jedną lub kilka samic, by te złożyły ikrę. Po zapłodnieniu ikry samiec zwykle wypędza samice i sam opiekuje się ikrą oraz, przez pewien czas, wylęgłym narybkiem.
Ze względu na kolce umieszczone na grzbiecie, ryby te nazywa się potocznie "koluszkami".

## Klasyfikacja
Rodzaje zaliczane do tej rodziny:
Apeltes — Culaea — Gasterosteus — Pungitius — Spinachia

## Występowanie w polskich wodach
Przedstawiciele rodziny ciernikowatych są reprezentowani w wodach Polski, m.in.: Gasterosteus aculeatus (ciernik), Pungitius pungitius (cierniczek), Spinachia spinachia (pocierniec).